# Gyrineum concinnum
Gyrineum concinnum is een slakkensoort uit de familie van de Cymatiidae. De wetenschappelijke naam van de soort werd voor het eerst geldig gepubliceerd in 1862 door Dunker als Bursa concinna.